# Animal (альбом)
Animal (укр. Тварина) — дебютний студійний альбом американської виконавиці Kesha. Проект, якому знадобилося 7 років для завершення. Для нього співачка написала 200 пісень, з яких обрали найкращі. Основна тема альбому — не сприймати незначні проблеми в житті дуже серйозно. Музична складова Animal — яскраві, динамічні електро біти. Також він включає семпли (зразки) пісень інших виконавців, як, наприклад, «Love at First Sight» (2002) від Кайлі Міноуг. Альбом дебютував на першому місці в чартах у США і Канаді. Досі перебуває на перших рядках різних хіт-парадів. Після релізу альбом мав неоднозначні відгуки від сучасних музичних критиків.

## Список пісень
| Треклист | Треклист                        | Треклист   |
| #        | Назва                           | Тривалість |
| -------- | ------------------------------- | ---------- |
| 1.       | «Your Love Is My Drug»          | 3:06       |
| 2.       | «Tik Tok»                       | 3:19       |
| 3.       | «Take It Off»                   | 3:35       |
| 4.       | «Kiss n Tell»                   | 3:27       |
| 5.       | «Stephen»                       | 3:32       |
| 6.       | «Blah Blah Blah»                | 2:52       |
| 7.       | «Hungover»                      | 3:52       |
| 8.       | «Party at a Rich Dude's House»  | 2:55       |
| 9.       | «Backstabber»                   | 3:06       |
| 10.      | «Blind»                         | 3:17       |
| 11.      | «Dinosaur»                      | 2:55       |
| 12.      | «Dancing with Tears in My Eyes» | 3:29       |
| 13.      | «Boots & Boys»                  | 2:56       |
| 14.      | «Animal»                        | 3:57       |

| Міжнародний бонус-трек | Міжнародний бонус-трек | Міжнародний бонус-трек                 | Міжнародний бонус-трек |
| #                      | Назва                  | Автор музики                           | Тривалість             |
| ---------------------- | ---------------------- | -------------------------------------- | ---------------------- |
| 15.                    | «VIP»                  | K. Sebert, Neville, O. Nervo, M. Nervo | 3:31                   |

| Велика Британія & Ірландія бонус-треки | Велика Британія & Ірландія бонус-треки | Велика Британія & Ірландія бонус-треки | Велика Британія & Ірландія бонус-треки |
| #                                      | Назва                                  | Автор музики                           | Тривалість                             |
| -------------------------------------- | -------------------------------------- | -------------------------------------- | -------------------------------------- |
| 15.                                    | «VIP»                                  | K. Sebert, Neville, O. Nervo, M. Nervo | 3:31                                   |
| 16.                                    | «Dirty Picture Pt. 2»                  | Cruz, Fraser T. Smith                  | 3:40                                   |

| Японські і австралійські Deluxe Edition бонус треки | Японські і австралійські Deluxe Edition бонус треки | Японські і австралійські Deluxe Edition бонус треки | Японські і австралійські Deluxe Edition бонус треки |
| #                                                   | Назва                                               | Автор музики                                        | Тривалість                                          |
| --------------------------------------------------- | --------------------------------------------------- | --------------------------------------------------- | --------------------------------------------------- |
| 15.                                                 | «VIP»                                               | K. Sebert, Neville, O. Nervo, M. Nervo              | 3:31                                                |
| 16.                                                 | «CUNext Tuesday»                                    | K. Sebert, David Gamson, Marc Nelkin                | 3:52                                                |
| 17.                                                 | «Tik Tok» (Wolfedelic Club Mix)                     | K. Sebert, Gottwald, Levin                          | 6:16                                                |
| 18.                                                 | «Tik Tok» (Fred Falke Club Remix)                   | K. Sebert, Gottwald, Levin                          | 6:42                                                |

| Японський Limited Edition і австралійських Deluxe Edition (DVD) | Японський Limited Edition і австралійських Deluxe Edition (DVD) | Японський Limited Edition і австралійських Deluxe Edition (DVD) |
| #                                                               | Назва                                                           | Тривалість                                                      |
| --------------------------------------------------------------- | --------------------------------------------------------------- | --------------------------------------------------------------- |
| 1.                                                              | «Dinosaur» (Live у Лондоні)                                     |                                                                 |
| 2.                                                              | «Blah Blah Blah» (Live у Лондоні)                               |                                                                 |
| 3.                                                              | «Party at a Rich Dude's House» (Live у Лондоні)                 |                                                                 |
| 4.                                                              | «Tik Tok» (Live у Лондоні)                                      |                                                                 |
| 5.                                                              | «Blah Blah Blah» (Music video)                                  |                                                                 |
| 6.                                                              | «Tik Tok» (Music video)                                         |                                                                 |
| 7.                                                              | «Your Love Is My Drug» (Music video; Australian bonus)          |                                                                 |
| 8.                                                              | «Манчестер» (Webisode- Kesha on the Road)                       |                                                                 |
| 9.                                                              | «The Showcase» (Webisode- Kesha on the Road)                    |                                                                 |
| 10.                                                             | «Лондон» (Webisode- Kesha on the Road)                          |                                                                 |
| 11.                                                             | «Амстердам» (Webisode- Kesha on the Road)                       |                                                                 |
| 12.                                                             | «G.A.Y» (Webisode- Kesha on the Road)                           |                                                                 |
| 13.                                                             | «Behind the Scenes at TVC» (Webisode- Kesha on the Road)        |                                                                 |